# لامبدا گارسیا
لامبدا گارسیا (انگلیسی: Lambda García; ۷ ژانویهٔ ۱۹۸۷ –) بازیگر اهل مکزیک است. وی از سال ۲۰۰۷ میلادی تاکنون مشغول فعالیت بوده است.

## زندگی‌نامه
گارسیا بازیگری را در آکادمی تی‌وی ازتکا و توسط دورا کوردرو و رائول کوئینتانیلا آموخت. او همچنین در آکادمی رقص برادوی برای تحصیل در رشته تئاتر موزیکال حضور یافت.